# Рейд Джона Брауна на Харперс-Ферри
Рейд Джона Брауна на Харперс-Ферри (англ. John Brown's raid on Harpers Ferry) — попытка аболициониста Джона Брауна спровоцировать восстание рабов в южных штатах, предпринятая 16–18 октября 1859 года путём захвата арсенала США в Харперс-Ферри в Виргинии (с 1863 года — Западной Виргинии). Событие известно как «генеральная репетиция» гражданской войны в США.
Отряд Брауна из 22 человек был разбит ротой морских пехотинцев США под командованием первого лейтенанта Израиля Грина. Десять налетчиков были убиты, семеро были осуждены и казнены, а пятерым удалось бежать. Некоторые из активных участников событий позже стали видными деятелями гражданской войны: полковник Роберт Ли командовал операцией по возвращению арсенала под контроль правительства, Джексон Каменная стена и Джеб Стюарт были среди солдат, охранявших арестованного Брауна, а будущий убийца Линкольна Джон Уилкс Бут был свидетелем казни Брауна.
Изначально Джон Браун предложил известным чернокожим аболиционистам Гарриет Табмен и Фредерику Дугласу присоединиться к нападению на арсенал, но Табмен не смогла этого сделать из-за болезни, а Дуглас отказался, так как считал план Брауна самоубийственным. Идея рейда получила моральную и финансовую поддержку со стороны нескольких влиятельных жителей северных штатов, известных как тайная шестёрка. Браун выбрал Харперс-Ферри для нападения из-за нахождения там арсенала и его удобного расположения в качестве ворот на Юг; его отряд захватил оружейную в ночь на 16 октября. Действия Брауна широко освещался в прессе по всей Америке благодаря новому электрическому телеграфу. Репортёры отправились на место событий в первом поезде после получения новостей о рейде в 16:00 в понедельник, 17 октября. В течение двух дней вокруг арсенала происходили отдельные бои, но 18 октября ополченцы и федеральные войска под руководством полковника Роберта Ли сломили сопротивление Брауна и его сообщников. В ходе боя погибло семнадцать человек, а 25 октября Брауну было предъявлено обвинение в государственной измене. Позже он и его шестеро соратников были повешены. 
Рейд Брауна вызвал сильное волнение и беспокойство по всем Соединённым Штатам, причём на Юге он рассматривался как угроза рабству и, следовательно, южному образу жизни, в то время как некоторые на Севере воспринимали его как смелую аболиционистскую акцию. Несмотря на это, сначала общество в целом считало действия Брауна фанатичным безумием. Но слова и письма Брауна после рейда и на суде по делу «Виргиния против Джона Брауна», а также статьи его сторонников, включая Генри Дэвида Торо, превратили его в героя и символ Союза.